# Torre de televisión de Vinnytsia
La Torre de Vinnytsia (en ucraniano: Вінницька телевежа) es un mástil de radiodifusión de celosía de acero con 354 m de altura utilizada para transmisión de FM y TV, que se encuentra en Vínnitsa, Ucrania. Una característica especial de su estructura son tres barras transversales dispuestas en ángulos de 120 grados en dos niveles.
La torre de televisión de Vinnytsia no es la única estructura con este diseño inusual en la ex Unión Soviética, pero si la más alta. Fue construido en el año 1961. 
Dada la reducción de altura del mástil de televisión de Belmont puede ser el mástil de acero tubular más alto del mundo.
El 16 de marzo de 2022, en el marco de la invasión rusa de Ucrania, la torre fue alcanzada por disparos de cohetes rusos, lo que dejó fuera de servicio la capacidad de transmisión de la ciudad. Como resultado, la torre sufrió graves daños. 